# ビルスハウゼン
ビルスハウゼン (ドイツ語: Bilshausen) は、ドイツ連邦共和国ニーダーザクセン州ゲッティンゲン郡に属す町村（以下、本項では便宜上「町」と記述する）で、ザムトゲマインデ・ギーボルデハウゼンを構成する町村の一つである。

## 地理
ビルスハウゼンは、ローテンベルク山地の西端、すなわちウンターアイヒスフェルト地方北部に位置し、南東から北西方向にルーメ川が流れている。この町はゲッティンゲンの北東約 23 km、オステローデ・アム・ハルツの南西 15 km に位置する。隣接する集落はボーデンゼー、ギーボルデハウゼン、ヴルフテン・アム・ハルツ、リンダウ、ギラースハイムである。

## 歴史
この町の名前には、由来になった伝承がある。この集落を造ったザクセン人の住民がこの地に異教の神ビールを祀ったというのものである。これに対して地名研究家らは、語尾に -hausen が付く地名のほとんどは個人名に由来していることから、この場合は短縮名が古ザクセン語の bil = 「刀、斧」にちなんだ Biliという人物であるという説を採っている。村の創設はキリスト教化後の8世紀から10世紀頃になされた。ビルスハウゼンは、952年の日付があるペールデ修道院の文書に記載されているが、これは13世紀の偽書であるとされている。「グローセン・ベルク」の丘陵墓は、ビルスハウゼン周辺で青銅器時代からすでに定住がなされていたことを示している。1241年にビルスハウゼンとその教会は、マイセン辺境伯ハインリヒ3世の寄進としてドイツ騎士団の所領となった。その後1318年にプレッセ家に売却され、さらにゲッティンゲン領に移された。青地に3本の銀の斜め帯を描いたこの町の紋章は、元来、1314年に騎士団のビルスハウゼン代表であったベルトラム・フォン・ビルスハウゼンの紋章であった。1322年、この町は教会組織上はマインツ大司教区の管轄下にあったにもかかわらず、世俗の行政上はヒルデスハイム司教領に属すこととなった。その後1492年にマインツ選帝侯（マインツ大司教）のアムト・リンダウに編入され、以後300年以上にわたって行政面でもその下位に置かれた。1802年以後は、プロイセン王国、ヴェストファーレン王国と支配者を替え、ウィーン会議後はウンターアイヒスフェルトとともにハノーファー王国に属し、1866年に最終的にプロイセン領となった。
ビルスハウゼンは1973年の地域再編以降ビルスハウゼンはザムトゲマインデ・ギーボルデハウゼンに属した。それ以前はドゥーダーシュタット郡に属していた。

## 文化と見所

### カトリックの聖コスマス＝ダーミアン教区教会
現在のビルスハウゼンの教会は、七年戦争以前に破壊された旧教区教会の後継建造物として建設された。新しい基礎は1780年までに完成し、その後1783年までにその上に新しい建物が建てられた。ネッセルレーデンの建築家ヨハン・ブルヒャルトは多角形の内陣室を持つ単廊式のホール建築を建造した。現存するゴシック様式の教会塔は1515年に新築され、用いられるようになった。装飾が施された窓の要石や北側および南側の入口は、Lisene （壁を飾る薄い付柱）を施されたブンテル砂岩製教会外壁の構成要素である。外壁は、渦巻き文様、花型文様、組み合わされたリボン文様や柱頭などにより装飾されている。教会内部は古典主義様式が優勢である。その例としては、卵鏃文様、真珠文様、歯状文様のフリーズといったアンティーク装飾の付柱のコルニスがある。漆喰装飾を施された横断アーチの萌芽も見られる。教会空間の基部には、白 - 金で彩色された3階建ての後期バロック様式の主祭壇がある。1985年から元々ビルスハウゼンにあったものと置き換えられた祭壇画はリンダウの教区教会に由来するものである。内陣後壁の丸窓には聖三位一体像と光輪が描かれている。

### プロテスタント＝ルター派のパウルス教会
プロテスタント＝ルター派のパウルス教会は北米出身者のキリスト教団に由来し、1951年に創建された。この教会は、特有の様式で知られるダルムシュタットの建築家オットー・バルトニングの設計に基づいている。彼は、その様式でベルリン、エッセン、カールスルーエなどで近代的な特徴を持つ教会を数多く建造した。

### 遊歩道
ビルスハウゼンは、ゾリング＝ハルツ横断道に面している。

### サークル活動
この町の活発なサークル活動は際立っている。20以上のサークルがあり、5つのスポーツクラブ、3つの合唱団、3つの楽団が活動している。

## 経済と社会資本

### 経済
20世紀に入るまでビルスハウゼンは、多くの住民が内職をしたり、商人や出稼ぎ労働者として遠くで稼がなければならなかったものの、主には農業の街であった。ビルスハウゼンは藁細工製品や籐製品で有名だったが、この他に特にアイヒスフェルト地方やハルツ山地で飼育されたカナリアをここから海外に輸出していることで知られていた。1907年からはアイヒスフェルト最大のタバコ工場の一つが、ほぼ50年間にわたってこの町の女性たちに職場を提供した。
現在はヤコービ粘土工場がビルスハウゼンを全国的に知らしめている。この工場は19世紀に町の南部で設立され、1934年からシュトロークルーク地区にある。この工場は現在も操業しているこの地方で数少ないレンガ工場の一つである。この他の企業には、イム・アルテン・フェルデ産業地区最大の企業である Piller Dynasine GmbH（フランクフルト・アム・マインの RWE Solutions GmbH 系企業）がある。この会社の主力製品は、ディーゼル発電による無停電電源装置の組み立てと点検である。

### 教育
この町の基礎課程学校には、レンスハウゼンの児童がビルスハウゼンの児童と一緒に通っている。本課程学校は2008/2009年の学年終了時に閉鎖された。

## 引用
1. ↑  Landesamt für Statistik Niedersachsen, LSN-Online Regionaldatenbank, Tabelle A100001G: Fortschreibung des Bevölkerungsstandes, Stand 31. Dezember 2023
2. ↑  Kirstin Casemir, Uwe Ohainski, Jürgen Udolph: Die Ortsnamen des Landkreises Göttingen. In: Jürgen Udolph: Niedersächsisches Ortsnamenbuch (NOB), Teil IV. Verlag für Regionalgeschichte, Bielefeld 2003, ISSN 0436-1229, ISBN 3-89534-494-X, pp. 52 -
3. ↑  Gerhard Streich, Klöster, Stifte und Kommenden in Niedersachsen vor der Reformation. Verlag August Lax, Hildesheim, 1986. p. 42.